# Bring the Boys Back Home
Bring the Boys Back Home ist ein Titel der britischen Rockband Pink Floyd aus dem 1979 veröffentlichten Konzeptalbum The Wall.

## Inhalt
Wie alle anderen Lieder aus The Wall erzählt Bring the Boys Back Home einen Teil der Geschichte des Protagonisten Pink, der zu seinem Schutz vor emotionalen Einflüssen eine imaginäre Mauer errichtet.
Obwohl Bring the Boys Back Home auf den ersten Blick wie ein simples Antikriegslied klingt, welches nicht viel mit dem Handlungsverlauf zu tun hat, so spielt es doch eine wichtige Rolle in der Geschichte. Waters äußerte sich folgendermaßen darüber: „... it's partly about not letting people go off and be killed in wars, but it's partly about not allowing rock and roll, or making cars, or selling soap, or getting involved in biological research, or anything that anybody might do ... not letting that become such an important and 'jolly boy's game' that it becomes more important than friends, wives, children, or other people“. Mit anderen Worten, dieses Lied kritisiert die Tatsache, dass vielen Männern der Beruf wichtiger ist als Freunde und Familie. Dies ist auch bei Pink der Fall, da er immer nur an seine Karriere als Rockstar und nie wirklich an seine Familie dachte.

## Musik
Den Text singt Waters zum Großteil zusammen mit einem Chor, der nach 48 Sekunden abrupt verstummt. Darauf ertönt noch eine Sekunde lang Waters’ Stimme, bis auch diese verstummt, was bedeuten könnte, das der drogenabhängige Pink in Ohnmacht fällt.
Darauf ertönen erst Stimmen aus Pinks Vergangenheit, dann ein heftiges Klopfen und Rufe von Pinks Manager, der Pink sagen will, dass es Zeit für seinen Auftritt ist. Das Lied endet mit der Zeile „Is there anybody out there?“ (gesungen von Waters) aus dem gleichnamigen Song, worauf das Lied in Comfortably Numb übergeht.

## Film
Im Film wird eine eigene Version verwendet, in der Waters nicht mitsingt.
Pink ist als kleiner Junge auf einem Bahnhof zu sehen, als Soldaten aus dem Krieg zurückkehren. Jedoch ist sein Vater nicht dabei, worauf Pink feststellen muss, dass sein Vater den Krieg nicht überlebt hat.
Als der Chor verstummt und das Lied langsam endet, werden Erinnerungen aus Pinks Leben gezeigt, die ihn verrückt gemacht haben, so der Lehrer aus The Happiest Days of Our Lives, der Telefonist aus Young Lust und die junge Frau aus One of My Turns.

## Besetzung
- Roger Waters – Gesang
- David Gilmour – Gesang

in Zusammenarbeit mitː
- Jon Porcaro – Snare Drum
- 35 New York drummers – Snare Drum
- New York Opera – Chor
- New York Orchestra – Streicher